# Chrysophyllum januariense
Espèce
Synonymes
- Villocuspis januariense (Eichler) Aubrév. & Pellegr.[1]

Statut de conservation UICN

 EX  : Éteint
Chrysophyllum januariense est une espèce de plantes à fleurs de la famille des Sapotaceae.

## Publication originale
- Videnskabelige Meddelelser fra Dansk Naturhistorisk Forening i Kjøbenhavn 1870: 206. 1870.